# Coccophagus flavoscutellum
Coccophagus flavoscutellum is een vliesvleugelig insect uit de familie Aphelinidae. De wetenschappelijke naam is voor het eerst geldig gepubliceerd in 1881 door Ashmead.